# درو هنري
درو هنري (بالإنجليزية: Drew Henry)‏ هو لاعب سنوكر بريطاني، ولد في 24 نوفمبر 1968 في هميلتون في المملكة المتحدة.

## روابط خارجية
- درو هنري على موقع CueTracker.net (الإنجليزية)